# تشارلز ألين (سياسي أمريكي)
تشارلز ألين (بالإنجليزية: Charles Allen)‏ هو قاضي ومحامي وسياسي أمريكي، ولد في 17 أبريل 1827 في غرينفيلد في الولايات المتحدة، وتوفي في 13 ديسمبر 1912 في بوسطن في الولايات المتحدة. حزبياً، نشط في الحزب الجمهوري. وقد انتخب Massachusetts Attorney General ‏ وانتخب Massachusetts Supreme Judicial Court ‏.